# BloodRayne II: Deliverance
A BloodRayne II: Deliverance 2007-ben bemutatott kanadai–német western-horrorfilm, melyet Uwe Boll rendezett. A történet alapjául a hasonló című videójáték-sorozat szolgált. A főbb szerepekben Natassia Malthe, Zack Ward, Chris Coppola és Michael Paré látható. Kristanna Loken, a 2002-ben bemutatott első BloodRayne-film főszereplője nem vállalta el a címszerepet.
Az Amerikai Egyesült Államokban 2007. szeptember 18-án adták ki DVD-n, negatív kritikai fogadtatás mellett.

## Cselekmény
Az 1800-as években Newton Piles a Chicago Chronicle riportere, a Montana állambeli Deliverance városkába utazik vadnyugati történeteket feljegyezni. Az első transzkontinentális vasútvonalon egy héten belül szerelvény érkezik a látszólag csendes és nyugodt városba, azonban a vámpír Billy, a Kölyök is meglátogatja azt. A 357 éves erdélyi vérszívó cowboy vámpírokból épít magának sereget, célja átvenni a hatalmat az ország, majd az egész világ felett.
Billy terveit azonban keresztülhúzza Rayne megérkezése. A nő egy vámpír és egy közönséges emberi halandó természetellenes frigyéből született damfír: rendelkezik a vámpírok erejével, de azok gyengeségeivel nem. Rayne már hosszú évek óta vámpírokra vadászik és most Billy lesz a következő célpontja.

## Szereplők
- Natassia Malthe – Rayne
- Zack Ward – Billy, a Kölyök
- Michael Paré – Pat Garrett
- Chris Coppola –Newton Pyles
- Chris Spencer – Bob, csapos
- Brendan Fletcher – Muller
- Carrie Genzel – Bernadette
- Sarah-Jane Redmond – Martha
- Michael Teigen – "Slime Bag" Franson
- Michael Eklund – prédikátor
- John Novak – Cobden seriff
- Tyron Leitso – Fleetwood
- Jodelle Ferland – Sally
- Mike Dopud – Flintlock Hogan
- Cole Heppell – William

## Folytatás
A filmsorozat harmadik része 2011-ben jelent meg Bloodrayne – A harmadik birodalom címmel.

## Fordítás
- Ez a szócikk részben vagy egészben  a   BloodRayne 2: Deliverance című angol Wikipédia-szócikk ezen változatának fordításán alapul.  Az eredeti cikk szerkesztőit annak laptörténete sorolja fel. Ez a jelzés csupán a megfogalmazás eredetét és a szerzői jogokat jelzi, nem szolgál a cikkben szereplő információk forrásmegjelöléseként.